# Satyros (Architekt)
Satyros (altgriechisch Σάτυρος) war ein im 4. Jahrhundert v. Chr. lebender griechischer Architekt und Bildhauer. 
Gemäß einer Künstlerinschrift auf einer in Delphi gefundenen Statuenbasis war Satyros der Sohn eines Isotimos aus Paros und Schöpfer der Bronzestatuen des karischen Satrapen Idrieus und dessen Schwestergemahlin Ada.  Der Entstehungszeitraum dieser Kunstwerke wird auf etwa 345 v. Chr. datiert. Satyros stand schon früher im Dienst der Herrscherfamilie der Hekatomniden, da er neben Pytheos als zweiter Architekt des zu den Sieben Weltwundern gerechneten Mausoleums von Halikarnassos nachweisbar ist. Diesen in Bodrum in der heutigen Türkei gelegenen Grabbau beschrieben Satyros und Pytheos auch in einem eigenen Buch. Das Bauwerk war während der Regierung des Maussolos begonnen und unter seiner Schwestergemahlin Artemisia weitergeführt worden, der ihre Geschwister Idrieus und Ada folgten.
Plinius der Ältere berichtet, dass ein Satyros durch seine Ingenieurskunst die Beförderung eines sehr großen Obelisken in die ägyptische Hauptstadt Alexandria ermöglichte; es muss aber offenbleiben, ob er mit dem hier behandelten Satyros identisch ist. Auch die Bemühungen, Satyros weitere Kunstwerke zuzuschreiben – etwa dass er den Skulpturenschmuck des Mausoleums mitgestaltet habe – bleiben sehr unsicher.